# 玉虎流
玉虎流（ぎょっこりゅう、Gyokko-ryu）は、日本の武道である指頭術と忍術 （忍法）、骨指術に特化した流派。平安時代（794〜1192）に戸澤白雲斎（1156〜1159）によって創立された。宗家の称号は初見良昭（1931〜）から石塚哲司に受け継がれ、高松寿嗣（1889〜1972）から受け継がれたとされている。